# رشيد راخا
رشيد راخا، (بالفرنسية Rachid Raha) من مواليد الناظور12 فبراير 1964، مناضل أمازيغي يحمل الجنسية الإسبانية، باحث أنثروبولوجي وناشط سياسي. وهو أحد مؤسسي الكونغريس العالمي الأمازيغي الذي كان رئيسا له، قبل أن يؤسس التجمع العالمي الأمازيغي. له العديد من المقالات الصحفية والبحثية حول الثقافة والهوية والمجتمع الأمازيغي. وهو صحفي بجريدة العالم الأمازيغي الصادرة بالرباط، ورئيس مؤسسة مونتغمري هارت للدراسات الأمازيغية ورئيس التجمع العالمي الأمازيغي

## سيرته
بدأ دراسته في الناظور ، ثم تابع دراسته الجامعية في عام 1986 في الطب (السنة 2 ) في جامعة بوردو الثانية في فرنسا وفي علم الأحياء في جامعة غرناطة في إسبانيا.
من 1993 إلى 1999، أجرى دورة تدريبية في الأنثروبولوجيا الاجتماعية في مركز أبحاث (Etnológicas) "أنجيل غانيفيت"في غرناطة. في عام 2001 أصبح باحثًا مشاركًا في المركز. في عام 2001 بدأ علاقته بالاتصالات، أولاً كمدير مشارك في شركة " Éditions Amazighes" للنشر والإنتاج السمعي البصري ومنذ عام 2003 كصحفي في جريدة العالم الأمازيغي التي تصدرها نفس الشركة.

### النشاط الأمازيغي
في أكتوبر من سنة 1992 أسس رشيد راخا جمعية التوثيق والدراسات الأمازيغية بجامعة غرناطة، ترأس ذات الجمعية لثلاث سنوات من 1992 إلى 1995.
في عام 1995 أسس جمعية الثقافة الأمازيغية في غرناطة (رابطة الثقافة الأمازيغية في غرناطة)، والتي ترأسها حتى عام 2002.
في مارس 1997، أسس في غرناطة مؤسسة مونتغمري هارت المتوسطية للدراسات الأمازيغية والمغاربية (بالفرنسية: Fundación Mediterránea Montgomery Hart de Estudios Amazighs y Magrebíes)‏.
رشيد راخا من الأعضاء المؤسسين للكونغريس العالمي الأمازيغي، الذي ترأسه بين 1999و2002 ثم 2008 إلى 2009 وكان نائبًا للرئيس من 2002 إلى 2008.
في المؤتمر الخامس للكونغريس العالمي الأمازيغي الذي تم تنظيمه في تيزي وزو بالجزائر، وقع انشقاق في هذه المنظمة، حيث انقسم إلى؛ "الكونغريس العالمي الأمازيغي مكناس" الموالي للوناس بلقاسم ومن معه و "الكونغريس العالمي الأمازيغي تيزي وزو" التابع لرشيد راخا ومن معه، والذي ظل يحمل نفس الاسم حتى انعقاد مؤتمره السادس في بروكسيل بين 9 و11 دجنبر 2011،حينها تقرر تغيير اسم المنظمة المنشقة ومراجعة نظامها الأساسي وإنشاء مؤسسة جديدة بهياكل جديدة، أصبحت تحمل اسم "التجمع العالمي الأمازيغي".